# Українська Накладня

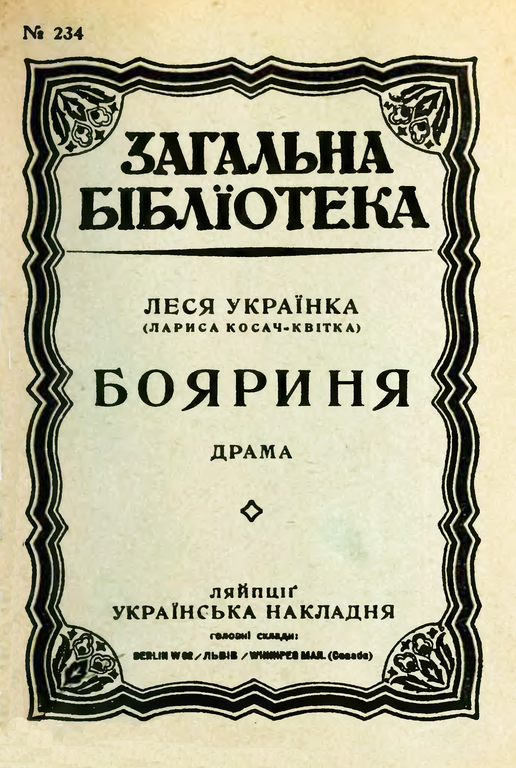
Видання «Боярині» початок 1930-их років.

«Українська Накладня» — видавництво Якова Оренштайна з 1903 року в Коломиї функціонувало під назвою «Галицька Накладня Якова Оренштайна в Коломиї» (книги друкувались в друкарні А. В. Кисілевського і Ски (???) в Коломиї), з 1919-го до початку 1930-х років у Берліні (книги друкувались в друкарні К. Г. Редера в Лейпціґу).
Друкувало універсальну бібліотеку під назвою «Загальна Бібліотека» (до 1933 — 238 тт.: 113 у Коломиї i 125 у Берліні), твори українських класиків (Тараса Шевченка, Григорія Квітки-Основ'яненка, Марка Вовчка, Івана Франка) і сучасних, письменників (Богдана Лепкого та ін.) та серії «Бібліотека українських і чужих романів»; шкільні підручники, нотні аркуші, дитячі ілюстровані книги, географічні карти.